# Johann Friedrich Lochner

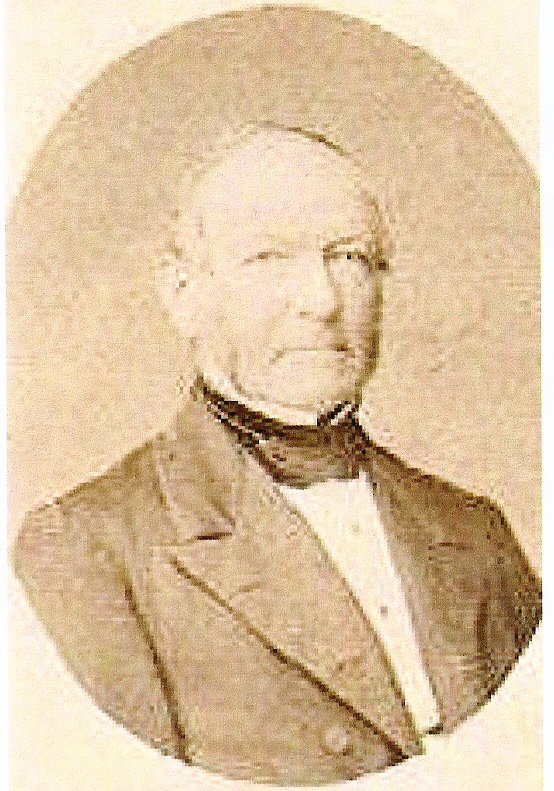
Johann Friedrich Lochner, vor 1880

Johann Friedrich Lochner (* 11. September 1798 in Frankfurt am Main; † 26. Mai 1886 in Aachen) war ein deutscher Unternehmer.

## Leben und Wirken
Der Sohn des aus Nürnberg stammenden und in Frankfurt tätigen Bankkaufmanns Johann Tobias Lochner (1757–1848) und der Maria Margarethe Baum (1773–1845), Tochter des Beamten in der Höheren Preußischen Provinzverwaltung Johann Conrad Baum, erhielt ebenso wie sein Vater zunächst eine kaufmännische Ausbildung im späteren Bankhaus Bethmann, das im Jahre 1748 von der Kaufmanns- und Bankiersfamilie Bethmann unter der Firma „Gebrüder Bethmann“ gegründet worden war. In der Zeit der Ausbildung Lochners war der Schwerpunkt der geschäftlichen Tätigkeit der Fa. Gebrüder Bethmann noch der Handel mit Kolonialwaren, Textilien und Farben.
Nach seiner Ausbildung bei Bethmann war Lochner zunächst als Kaufmann in Neapel tätig und vertrat dort die Interessen der Aachener Tuchfabrik Edmund Joseph Kelleter. Nach seinem kürzer als geplanten Aufenthalt in Italien war Lochner anschließend für die mittlerweile vom Sohn Johann Tilmann Kelleter geführte Fabrik in St. Petersburg tätig. Im Jahre 1830 zog Lochner zum Firmensitz, dem Wylre’schen Haus nach Aachen, wo er bald darauf seine zukünftige Frau Julie Erckens (1810–1862), Tochter des Tuchfabrikanten Johann Melchior Erckens (1782–1852) aus Burtscheid, kennenlernte und heiratete.
Lochner gab bald nach seiner Heirat die Tätigkeit für die Firma Kelleter auf und wurde ab dem 1. Januar 1831 Mitinhaber (Associé) und Geschäftsführer der Tuchfabrik seines Schwiegervaters, die nunmehr als Fa. Johann Erckens Söhne & Lochner, in Burtscheid bei Aachen firmierte. 25 Jahre lang leitete er erfolgreich das Unternehmen. Nach dem Tod Johann Melchior Erckens im Jahre 1852 stieg Johann Friedrich Lochner im Jahre 1857 als Teilhaber aus, und das Unternehmen wurde von Johann Melchior Erckens' Sohn Oskar Erckens in Alleinverantwortung unter der Firmierung Johann Erckens Söhne weitergeführt.

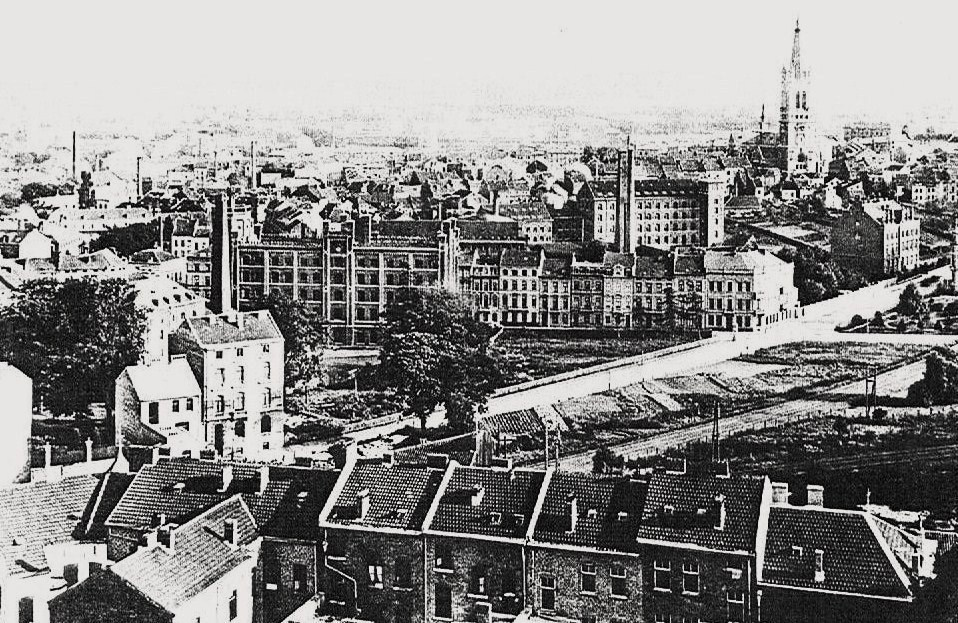
Lochner-Areal mit Blick auf die Lochner-Fabrik (Mitte links) und die Villa von Emil Lochner (Straßenecke Lochnerstraße/Mauerstraße)

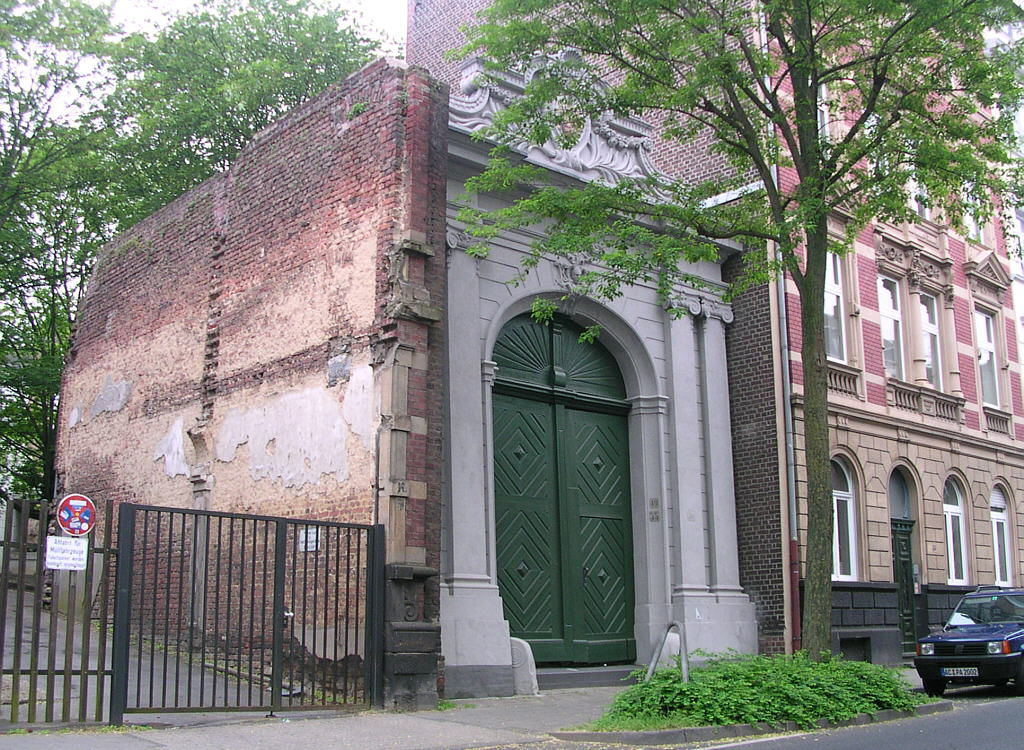
Lochnertor Aachen

Im gleichen Jahr erwarb Lochner Villa und Tuchfabrik van Houtem von den Erben des Aachener Tuchfabrikanten Ignaz van Houtem in Aachen. Die 1773 von Heinrich van Houtem gegründete Tuchfabrik van Houtem, die seit 1830 über eine Dampfmaschine verfügte, hatte im Jahre 1836 noch insgesamt 265 Beschäftigte (davon 71 jünger als 14 Jahre) und ist nach dem frühen Tod von Ignaz van Houtem im Jahr 1812 zunächst von dessen Ehefrau weitergeführt worden. Um nicht ganz von der Dampfkraft abhängig zu sein, betrieb die Firma daneben noch eine Spül- und Rauhwalzenmühle, bekannt unter dem Namen Kuckertzmühle. Nach dem Tod der Firmeninhaberin im Jahr 1839 begann der Untergang der Fabrik und ihre Auflösung drohte. Johann Friedrich Lochner konnte dieses verhindern und verhalf dem Unternehmen zur alten Blüte. Ende der 1870er Jahre übergab er an seinem Sohn Emil Lochner, der das Unternehmen später durch gravierende Veränderungen der neuen Zeit anpasste. Das Unternehmen gehörte bis zum Ausbruch des Ersten Weltkrieges zu den größten Textilfabriken Aachens.
Das Eingangsportal zum Villen- und Fabrikbereich, das sogenannte Lochnertor, sowie das angrenzende, ebenfalls zum Lochnerschen Anwesen gehörende sogenannte Kutscherhaus am Karlsgraben in Aachen sind heute noch erhalten; beide Bauwerke wurden in den letzten Jahren aufwändig saniert und unter Denkmalschutz gestellt. In unmittelbarer Nachbarschaft wurde in Gedenken an die Familie eine Straße in Lochnerstraße umbenannt.

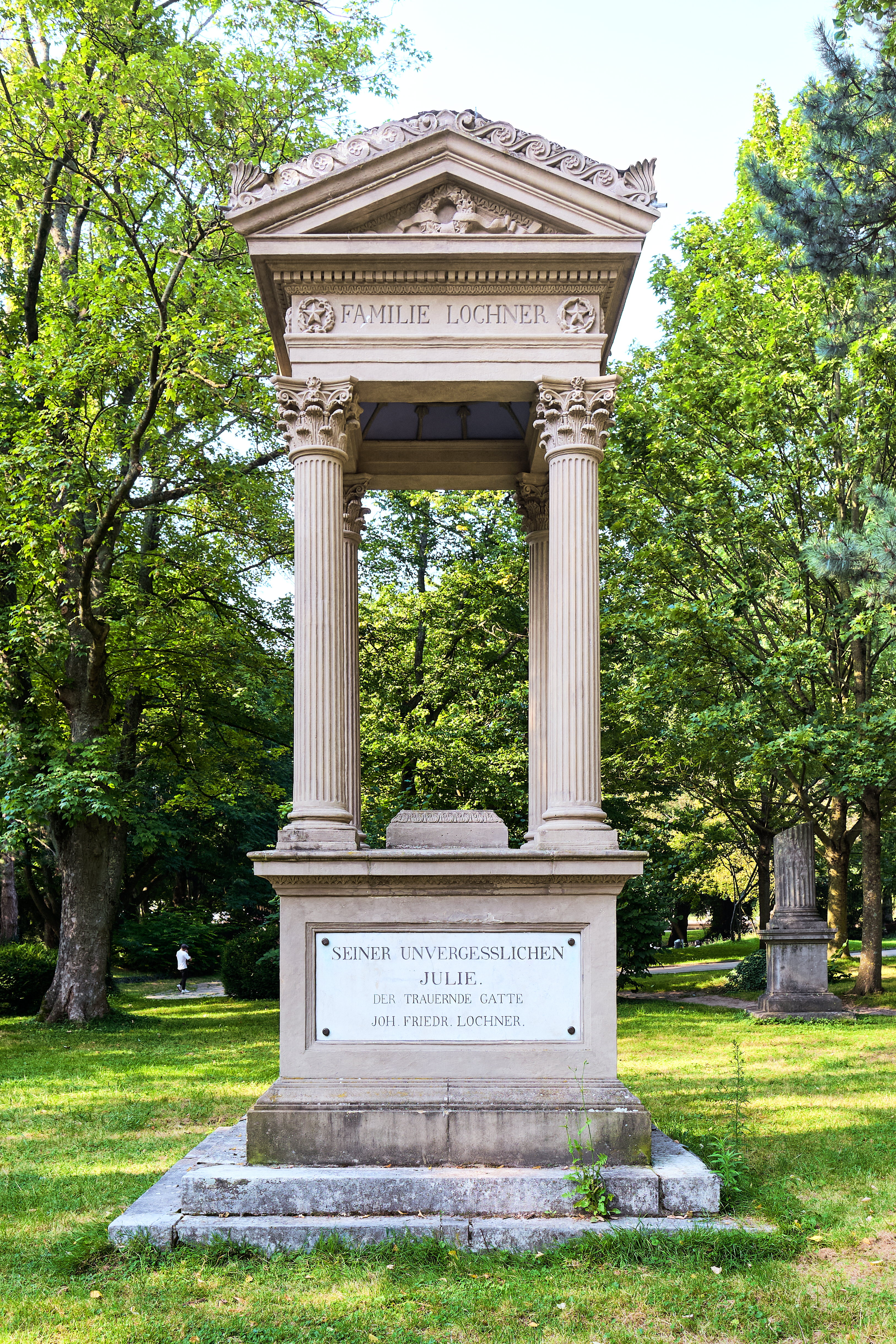
Grabstätte Julie Lochner, geb. Erckens

Mit fortschreitendem Alter zog sich Johann Friedrich Lochner, inzwischen Königlich Preußischer Kommerzienrat und seit 1849 Mitglied im 1805 gegründeten Club Aachener Casino, mehr und mehr aus dem operativen Geschäft der Tuchfabrik zurück und übertrug die Verantwortung auf seine Söhne Emil (1832–1900), Fritz (1835–1904) und zuletzt auch auf seinen jüngsten Sohn Rudolf Lochner (1847–1918). Als 76-jähriger Rentier verfasste Lochner noch das Buch Die Lösung der wichtigsten bis jetzt noch unerklärten Probleme in der Natur (Mayer Verlag Cöln/Leipzig, 1874). Ebenso liebte er die Musik, förderte diese und musizierte auch selbst. Johann Friedrich Lochner, der noch einen weiteren Sohn und drei Töchter hatte, wurde nach dem Tod seiner Frau Julie im Alter von der jüngsten Tochter Emma (1843–1920) versorgt. Die Grabstätte von Julie Lochner befindet sich auf dem alten denkmalgeschützten evangelischen Friedhof Güldenplan an der Monheimsallee in Aachen.